# Квітневі тези Леніна

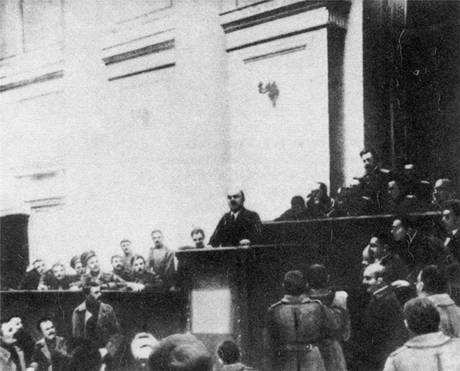
Виступ Леніна з «Квітневими тезами» з трибуни Петроградської Ради робітничих і солдатських депутатів. 4 квітня 1917 року

«Квітневі тези» Леніна — тези, які 16(3) квітня 1917 року виголосив Володимир Ленін на двох виступах у Таврійському палаці: на зборах місцевих більшовиків і перед учасниками Всеросійської наради рад робітничих і солдатських депутатів наступного дня після повернення з еміграції до революційного Петрограда. Основні десять тез, що містилися у цих двох доповідях, газета «Правда» опублікувала під назвою «Про завдання пролетаріату в даній революції». Статтю передрукували інші більшовицькі газети, зокрема «Пролетариат» (Харків) та «Звезда» (Катеринослав).

## Тези
Квітневі тези» включають у себе 10 положень :
1. Щодо війни: «Завершити війну справді демократичним, ненасильницьким миром неможливо без повалення капіталізму», абсолютна відмова від «революційної оборони».
2. Перехід до соціалістичної революції: «Буржуазно-ліберальний» етап революції завершено, і слід переходити до революції «соціалістичної», в ході якої влада повинна перейти в руки пролетаріату та найбіднішого селянства.
3. Ніякої підтримки Тимчасовому уряду. критика імперії, відмова від анексій
4. Протистояння опортуністичним елементам: Необхідність протистояння із конкурентними силами при одночасному просуванні переходу всієї державної влади до Рад депутатів.
5. Республіка Рад: Відмова від парламентської республіки, диктатура Рад депутатів, з ліквідацією поліції, армії і заміною постійної армії загальним озброєнням народу. Оновлення бюрократії, плата чиновникам, при виборності та змінюваності всіх їх у будь-який час, не вище середньої плати хорошого робітника.
6. Аграрна реформа: Конфіскація і націоналізація всіх земель. Формування зародків колгоспів.
7. Банківська реформа: Злиття всіх банків країни в один загальнонаціональний банк, підконтрольний Радам депутатів.
8. Контроль Рад за виробництвом: Встановлення контролю Рад за суспільним виробництвом і розподілом продуктів.
9. Завдання Російської СДРП (більшовиків): організація з'їзду, зміна програми, вимога "держави-комуни", перейменування в Комуністичну партію
10. Оновлення Інтернаціоналу. Ініціатива створення революційного Інтернаціоналу проти соціал-шовіністів та проти «центру».

## Аналіз

### Позиція більшовиків щодо війни
У питанні про війну (див. Перша світова війна), з якого починалися «Квітневі тези», Ленін зазначав: «Ні найменшої поступки „революційному оборонству“». Це гасло випливало з політичної позиції, зайнятої більшовиками ще 1914 року: «перетворити війну імперіалістичну (першу світову) на війну громадянську». Щоб добитися припинення війни, згідно з «Квітневими тезами», треба було захопити державну владу в руки пролетаріату.

### Визначення етапів більшовицької революції
Друга теза характеризувала становище в країні після повалення самодержавства; в ній ішлося про вже реалізований «буржуазний» і майбутній «пролетарський» етапи російської революції, наголошувалося на необхідності якнайшвидшого переходу від першого до другого етапу. Це, по суті, маскувало претензію більшовиків на встановлення під машкарою диктатури пролетаріату безроздільної влади в державі. Адже після встановлення в Росії диктатури пролетаріату в ній, за В.Леніним, могли легально існувати лише ті ради, спілки, комітети чи інші організації, які перебували під контролем партії більшовиків і, які були побудовані на засадах демократичного централізму.

### Політика «вичікування»
У третій тезі йшлося про політику «вичікування», яка ставила більшовицьку партію на окреме місце в палітрі тогочасних політичних сил, виводила її з табору революційної демократії, створювала їй можливість прийти до влади не в коаліції з меншовиками та есерами, а самостійно. Суть політики «очікування» формулювалася у гаслі «Ніякої підтримки Тимчасовому урядові!» Про негайне повалення уряду, однак, поки не йшлося.

### Заволодіння радами, план перевороту та гасло «Вся влада - Радам!»
Четверта теза наголошувала на необхідності зсередини заволодіти радами робітничих депутатів, які на той час контролювалися меншовиками та есерами, а після цього повалити чинний уряд ліберальної демократії і поставити при владі ззовні радянський, а насправді більшовицький уряд. «Поки ми в меншості — зазначалося в „Квітневих тезах“ — ми ведемо роботу критики і вияснення помилок, проповідуючи разом з тим необхідність переходу всієї державної влади до рад робітничих депутатів».
Робітники і селяни бажали знищення великих власників, а цього ні Тимчасовий уряд, ні будь-який інший ліберальний уряд не міг їм забезпечити. Більшовики висунули гасло «Вся влада — Радам!» попри те, що ради все ще перебували під контролем меншовиків та есерів. У «Квітневих тезах» нема згадки про ради солдатських депутатів — силу, яка власне і повалила самодержавство на першому етапі революції. Проте на практиці більшовики особливо потужно працювали з радами солдатських депутатів у тилових гарнізонах і солдатських комітетах на фронтах.

### Відмова від парламентської демократичної республіки та створення системи диктатури
Передбачаючи перспективу перетворення рад робітничих депутатів на органічний елемент диктатури, В.Ленін формулював п'яту тезу таким чином: «Не парламентарна республіка, — повернення до неї від рад робітничих депутатів було б кроком назад, — а республіка рад робітничих, батрацьких і селянських депутатів по всій країні, знизу доверху». Ця теза суперечила ідеї, яка стала головною для початку російської революції і була внесена навіть до більшовицької партійної програми, — ідеї скликання Всеросійських Установчих зборів. Установчі збори повинні були створити парламентську республіку, спираючись на волю населення, виявлену шляхом вільних демократичних виборів. Говорячи про республіку рад, В.Ленін тим самим відкрито заперечував суверенне право всього народу на формування органів влади, адже ради утворювалися волевиявленням порівняно незначної частини населення. Більше того, більшовики мали намір контролювати хід виборів до рад, щоб на власний розсуд формувати їхній персональний склад.

### План більшовицької диктатури
Тези з шостої по десяту (останню «квітневу тезу») формулювалися настільки уривчасто, що тогочасні опоненти більшовиків майже не звернули на них уваги. У цих тезах, зокрема, зазначалося, що більшовицька партія повинна змінити свою назву та програму й стати не соціал-демократичною, а комуністичною. По суті, ці тези викладали план дій, що мав бути реалізований після завоювання більшовиками контролю над радами і встановлення в країні більшовицької диктатури, тобто кінцева мета більшовицької революції — ліквідація власності десятків мільйонів селян, ремісників

### Реакція на «Квітневі тези» в Україні
Більшовицькі організації України, за винятком Київської, прийняли «Квітневі тези» без дискусій. Київський комітет РСДРП(б) 23(10) квітня затвердив резолюцію, в якій назвав «Квітневі тези» «ще недостатньо обґрунтованими і розвинутими». На міських зборах 28 квітня київські більшовики вказали, що «не знаходять можливим прийняти без детального обговорення певну резолюцію про своє ставлення до них [цих тез]», але вирішили опублікувати їх у черговому номері газети «Голос социал-демократа». Г.П'ятаков, який був редактором газети, не виконав цього рішення. 7-ма Всеросійська конференція більшовиків (7—12 травня 1917) схвалила «Квітневі тези» практично одностайно. Г.П'ятаков та інші делегати від Київської організації, які мали іншу думку, не наважилися виступити проти В.Леніна.